# قرار مجلس الأمن التابع للأمم المتحدة رقم 856
قرار مجلس الأمن التابع للأمم المتحدة رقم 856، الذي تم تبنيه بالإجماع في 10 آب / أغسطس 1993، بعد إعادة التأكيد على القرار 813 (1993) والترحيب باتفاق السلام الموقع تحت رعاية المجموعة الاقتصادية لدول غرب أفريقيا بين الحكومة المؤقتة للوحدة الوطنية ليبيريا، والجبهة الوطنية لليبريا، وحركة التحرير المتحدة من أجل الديمقراطية، وافق المجلس على إرسال 30 مراقباً عسكرياً إلى ليبيريا.
ناقش المجلس الإنشاء المقترح لبعثة مراقبي الأمم المتحدة في ليبريا، وأعلن كذلك أن المراقبين العسكريين سيشاركون في أعمال اللجنة المشتركة لمراقبة وقف إطلاق النار، بما في ذلك على وجه الخصوص رصد انتهاكات وقف إطلاق النار والتحقيق فيها والإبلاغ عنها لمدة ثلاثة أشهر. كان من المتوقع صدور تقرير للأمين العام بطرس بطرس غالي بشأن الإنشاء المقترح للبعثة وتكاليفها المالية، والإطار الزمني والانتهاء المتوقع للعملية والتعاون مع قوة حفظ السلام التابعة للجماعة الاقتصادية لدول غرب أفريقيا الموجودة بالفعل في ليبيريا.
تم حث جميع أطراف النزاع على احترام وتنفيذ وقف إطلاق النار وضمان سلامة جميع موظفي الأمم المتحدة وغيرهم من العاملين في مجال حفظ السلام والشؤون الإنسانية في البلد. كما دعا إلى إبرام اتفاق وضع القوات. وأخيراً، أُشيد بجهود منظمة الوحدة الأفريقية وفريق الرصد التابع للجماعة الاقتصادية لدول غرب أفريقيا في ليبريا.

## روابط خارجية
- نص القرار في undocs.org